# Organizație paramilitară
Un grup paramilitar este o organizație  a cărei funcție și structură  sunt similare cu cele ale unei armate profesioniste, dar care nu este considerată ca parte a forțelor armate ale unui stat. Prin extensie, indivizii care îi aparțin pot fi numiți paramilitari. 

## Legalitate
Conform legii războiului un stat poate încorpora o organizație paramilitară (cum ar fi poliția națională sau milițiile de voluntari privați) în forțele sale combatante. Celelalte părți implicate într-un conflict trebuie să fie notificate cu privire la aceasta.

## Tipuri
În funcție de context trupele paramilitare pot include:

### Armata neregulară
- Forțe militare neregulare: miliții, luptători de rezistență, trupe de gherilă, insurgenți, teroriști, etc.

### Forțele auxiliare
- Forțele auxiliare ale armatei naționale: garda națională, garda prezidențială, garda republicană, garda regală sau imperială, agențiile de control aerian civil
- Unele forțe de poliție sau poliție auxiliară: brigada mobilă indoneziană Mobile Brigade Corps (Brimob), garda indiană Border Security Force, Hong Kong Police Force, Border Guard Bangladesh, etc.

### Politic
- Aripi armate sau semi-militarizate ale partidelor politice:
  - Miliția Voluntară pentru Securitate Națională a Partidului Fascist Italian
  - Sturmabteilung și Schutzstaffel ale Partidului Nazist
  - Irish Republican Army al lui Sinn Féin
  - Brigadele Izz ad-Din al-Qassam ale lui Hamas

### Ordine publică și protecție civilă
- Poliția multor țări este organizată într-o manieră similară forțelor militare
- Unitățile semi-militarizate în cadrul poliției  cum ar fi echipele SWAT din Statele Unite și diferite unități tactice de poliție în alte țări
- Jandarmeria
- Trupele de grăniceri, precum Australian Border Force, paznici de sat turcești Güvenlik Köy Korucuları, etc.
- Forțele Federale de Protecție ale Statelor Unite și Echipele de Intervenție de Urgență ale NASA
- Forțele de securitate cu statut militar: trupele interne, trupele căilor ferate

### Agenții guvernamentale
- CIA - Special Activities Center (SAC) (mai specific Special Operations Group (SOG), cu angajați Paramilitary Operations Officers)
- CIA - Global Response Staff

### Apărare Civilă
- Pompierii multor țări sunt adesea organizați într-o manieră asemănătoare trupelor militare sau forțelor de poliție în ciuda faptului că nu poartă arme
- Serviciul de Urgență al Statului Australian
- Uniunea Pușcașilor Lituanieni